# Team6 Game Studios
Team6 Game Studios, conosciuta in precedenza come Team 6, è uno sviluppatore di videogiochi olandese con sede ad Assen. Fu fondata nel 2001 da Ronnie Neils e ad oggi conta circa 40 dipendenti e più di 80 titoli sviluppati per PC, console, mobile e VR.
La compagnia si è spesso focalizzata su videogiochi di corse ma ha anche sviluppato videogiochi di altri generi come gli sparatutto. Dal 2016 ha deciso di concentrarsi su titoli specifici per console e ha cominciato a sviluppare videogiochi per il fitness.

## Storia
Il fondatore dello studio Ronnie Neils ha iniziato la sua carriera sviluppando un videogioco di combattimento chiamato DeathCompatible poiché aveva partecipato a un contest indetto dalla rivista britannica PC Zone. Nonostante avesse vinto il primo premio del concorso, il suo publisher, Project 2, chiuse i battenti poco dopo.
Quindi nel 2001 fondò Team 6 e nel 2002 uscì il primo titolo della software house per PC, Taxi Challenge Berlin.
Il focus dello studio è sempre stato sui titoli di corse e dal 2009 ha cominciato a sviluppare videogiochi anche per console fisse e portatili. In particolare il loro motore grafico Engine Six è stato uno dei primi ad essere adoperato su titoli per Nintendo Wii e Nintendo 3DS. Lo studio è ed è stato anche in possesso di famose proprietà intellettuali come la serie FlatOut (per la quale ha sviluppato anche un titolo per Android molto acclamato), passata successivamente nelle mani di KT Racing, o quella Monster Jam dal 2012. Lo sviluppatore ha anche creato il primo gioco ufficiale dedicato allo squash in collaborazione con la World Squash Federation.
Nel 2016 ha iniziato un partenariato con la startup dedicata alla salute e al benessere BlueGoji e con essa ha sviluppato videogiochi per il fitness. Nello stesso anno ha anche pubblicato il suo primo videogioco in VR, DinoFense.

## Titoli sviluppati
| Titolo                                                  | Piattaforme                                  | Anno              |
| ------------------------------------------------------- | -------------------------------------------- | ----------------- |
| Taxi Challenge Berlin                                   | PC                                           | 2002              |
| Taxi Racer Hong Kong 2                                  | PC                                           | 2003              |
| Taxi Racer New York 2                                   | PC                                           | 2003              |
| Shangai Street Racer                                    | PC                                           | 2004              |
| Taxi Racer London 2                                     | PC                                           | 2004              |
| Thunderbolt II                                          | PC                                           | 2004              |
| Amsterdam Taxi Madness                                  | PC                                           | 2004              |
| Taxi Raser                                              | PC                                           | 2004              |
| Taxi 3: eXtreme Rush                                    | PC                                           | 2005              |
| Downtown Challenge                                      | PC                                           | 2005              |
| Manhattan Chase                                         | PC                                           | 2005              |
| Scooter War3z                                           | PC                                           | 2005              |
| Pizza Dude                                              | PC                                           | 2005              |
| ATV Mudracer                                            | PC                                           | 2005              |
| Elite Heli Squad                                        | PC                                           | 2005              |
| Glacier                                                 | PC                                           | 2006              |
| Super Taxi Driver 2006                                  | PC                                           | 2006              |
| Amsterdam Street Racer                                  | PC                                           | 2006              |
| Paris Chase                                             | PC                                           | 2006              |
| GSR: German Street Racing                               | PC                                           | 2006              |
| ESR: European Street Racing                             | PC                                           | 2007              |
| Fiat 500                                                | PC                                           | 2007              |
| Ultimate Motorcross                                     | PC                                           | 2007              |
| X-1 Super Boost/F-1 Chequered Flag                      | PC                                           | 2007              |
| Helicopter Strike Force                                 | PC                                           | 2007              |
| Ultimate Monster Trucks                                 | PC                                           | 2008              |
| Mercedes CLC Dream Test Drive                           | PC                                           | 2008              |
| Alpha Zylon                                             | PC                                           | 2008              |
| City Racer: Underground Action                          | PC                                           | 2008              |
| Street Racer Europe                                     | PC                                           | 2009              |
| Glacier 2                                               | Nintendo Wii                                 | 2009              |
| Monster Trucks Mayhem                                   | Nintendo Wii                                 | 2009              |
| Battle Metal: Street Riot Control                       | PC                                           | 2010              |
| Calvin Tucker's Redneck: Farm Animals Racing Tournament | PC, Nintendo Wii                             | 2010              |
| FlatOut                                                 | Nintendo Wii                                 | 2010              |
| Glacier 3: The Meltdown                                 | PC, Nintendo Wii                             | 2010              |
| Speed                                                   | Nintendo Wii                                 | 2010              |
| Big City Racer                                          | PC                                           | 2010              |
| The Heavy                                               | PC                                           | 2010 (Cancellato) |
| Street Racer Europe 2                                   | PC                                           | 2011              |
| Supersonic Racer                                        | Nintendo Wii                                 | 2011              |
| Hyper Fighters                                          | PC, Nintendo Wii                             | 2011              |
| FlatOut 3: Chaos & Destruction                          | PC                                           | 2012              |
| WSF Squash                                              | PC, Nintendo Wii                             | 2012              |
| New Kids Nitro Racer                                    | PC                                           | 2013              |
| FlatOut Stuntman                                        | Android                                      | 2013              |
| Super Sonic Racers                                      | PC                                           | 2014              |
| Engines of War                                          | PC                                           | 2014              |
| PSA World Tour Squash                                   | Nintendo Wii                                 | 2015              |
| Monster Jam: As Big As It Gets                          | Android, iOS, Amazon Fire Phone              | 2015              |
| Monster Jam: Battlegrounds                              | PC, Xbox 360, Playstation 3                  |                   |
| Battle Waves                                            | Android                                      | 2015              |
| Goji Farm                                               | Android                                      | 2015              |
| Castle Karts                                            | Android                                      | 2015              |
| Paper Dash                                              | Android                                      | 2015              |
| Monster Jam: Crush It!                                  | Xbox One, Playstation 4, Nintendo Switch     | 2016              |
| DinoFense                                               | Oculus Rift, HTC Vive                        | 2016              |
| Road Rage                                               | PC, Xbox One, Playstation 4                  | 2017              |
| Uphill Rush                                             | Android, iOS                                 | 2017              |
| Super Street: The Game                                  | PC, Xbox One, Playstation 4                  | 2018              |
| Furiends                                                | Android                                      | 2018              |
| Street Outlaws: The List                                | PC, Xbox One, Playstation 4, Nintendo Switch | 2019              |
| Super Street Racer                                      | Nintendo Switch                              | 2019              |